# Manuhangi
Manuhangi és un atol de les Tuamotu, a la Polinèsia Francesa, inclòs a la comuna d'Hao. Està situat a 900 km al sud-est de Tahití. L'illa més propera és Paraoa a 50 km a l'oest.

## Geografia
És un atol petit, de forma ovalada, amb una superfície terrestre d'1 km² i una llacuna de 7 km². L'est i sud de l'atol està format per esculls de corall amb nombrosos canals (ho'a). Està plantat de cocoters i la fauna consisteix en crancs dels cocoters i ocells (manu significa ocell). És deshabitat i visitat ocasionalment per recol·lectors de copra. No disposa d'infraestructures, encara que té algunes cases, una capella i pous d'aigua fresca.

## Història
El vell Paumotu (habitants de Tuamotu) anomenava aquest petit atol "manu hagi" (que significa "l'ocell amorós"). L'atol ha estat deshabitat des de fa molts anys.
L'atol va ser descobert el 1767 per l'anglès Samuel Wallis, que el va anomenar Duke of Cumberland.

## Administració
Administrativament Manuhangi pertany a la comuna d'Hao (poble principal: Otepa), que inclou Ahunui (no habitat), Nengonengo, Manuhangi (sense habitants permanent) i Paraoa (no habitat).

## Flora i fauna
Manuhangi és una zona protegida i diverses espècies d'ocells es troben a l'atol. Part del terreny està plantat amb cocoters. A part dels ocells, la fauna de l'illa consisteix principalment en crancs dels cocoters.

## Economia i infrastructura
Les perles negres de Tahití es recullen i conreen a les illes circumdants. L'illa té algunes cases amb estructures permanents, aljubs i subministrament d'aigua de pous naturals. Manuhangi no té habitants permanents.